# Opisthograptis lidjanga
Opisthograptis lidjanga là một loài bướm đêm trong họ Geometridae.